# Jean-Antoine Constantin
Pour les articles homonymes, voir Constantin.
Jean-Antoine Constantin, plus connu sous le nom de Constantin d'Aix, né le 20 janvier 1756 à Marseille et mort le 9 janvier 1844 à Aix-en-Provence, est un peintre français, élève de David de Marseille. Directeur de l'école de dessin d'Aix-en-Provence, il est considéré comme l'un des pères de la peinture provençale. Il est considéré par certains critiques d'art soit comme un petit maître d'Ancien Régime soit comme un préromantique inspiré par Joseph Vernet et Salvator Rosa. Il est en tout cas un précurseur de l'œuvre de son élève François Marius Granet.

## Biographie
Né au quartier de la Loubière, à Marseille, près du quartier de Bonneveine et de Notre-Dame du Mont, il est remarqué encore enfant par un peintre sur émail qui le fait entrer dans une fabrique de porcelaine appartenant à Gaspard Robert au quartier de Saint-Jean du Désert. Mais il n'y reste pas longtemps et part étudier à l’Académie de Peinture de Marseille sous la férule de Jean-Joseph Kapeller (1702-1790), de David de Marseille et Jean-Baptiste Giry. Il se fait alors remarquer pour la qualité de ses dessins par un amateur d'art originaire d'Aix-en-Provence qui le faire venir avec lui. Ainsi, bien que né à Marseille et y ayant fait ses études, c’est à Aix-en-Provence qu’il mènera toute sa carrière de peintre.

### Rome puis Aix-en-Provence
Après ses études, il s’établit décorateur dans une fabrique de faïences de Clérissy. Puis il prend la direction de la ville de Rome pour un séjour de six années que lui offre son mécène aixois, M. Perron, négociant de son état, et grâce à l'aide de trois autres amoureux des arts : Grégoire, de Sideron, Boyer de Fonscolombe et  de Montvalon. Dans un premier temps, il s'adonne presque exclusivement à la peinture, mais y renonce pour se consacrer entièrement au dessin,. Son séjour à Rome devra cesser au bout de trois ans en raison de fièvres contractés sur place. Rentré d'Italie, il s’établit dans la ville d'Aix-en-Provence, s'y marie, et y devient peintre, réalisant une quantité impressionnante de paysages aixois et provençaux, généralement peints sur le motif. C’est ainsi qu’il collectionne monuments et paysages aussi variés que la ville de Digne, la Fontaine de Vaucluse ou la rade de Marseille.

### École de dessin d’Aix

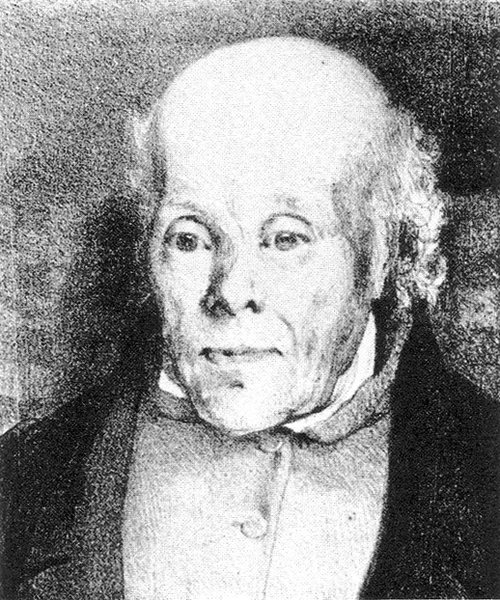
Portrait de Jean Antoine Constantin, musée-bibliothèque de Draguignan.

En 1786, il devient le troisième directeur de l’école de dessin d’Aix, succédant au peintre Claude Arnulphy. La Révolution met un terme temporaire à cette institution et Constantin perd son emploi. En 1807, il part pour Digne où il exercera la fonction de professeur de l’école de dessin pendant six années. Il rentre à Aix en 1813 où il profite de l’appui financier de son élève, François Marius Granet, qui lui accorde une pension de 150 francs et il accepte le modeste poste de professeur adjoint à l'école de dessin d'Aix au titre de « professeur de paysage ». En 1817, il reçoit une médaille d'or à l'Exposition de Paris et, jusqu'en 1827, envoie régulièrement des toiles au musée du Louvre où elles font sensation. Il est nommé chevalier de la Légion d'honneur en 1833. Il réalise également de nombreuses gravures à l'eau forte. 
Sa carrière est entravée par une santé défaillante. En 1823, il se plaint notamment de ses difficultés à achever une commande : « Mes forces me manquent, j'ai mon bras droit attaqué par des douleurs, ainsi je crois ma carrière finie. » Ajoutés à ses problèmes de santé des soucis financiers. C’est pauvre qu’il meurt dans sa ville d’adoption, en janvier 1844, à l’âge avancé de 88 ans. Il est enterré au cimetière Saint-Pierre d'Aix-en-Provence.

## Influence
Jean-Antoine Constantin est considéré comme l’un des pères de la peinture provençale. De nombreux peintres de Provence lui doivent leurs tableaux de paysages, entre autres François Marius Granet, Auguste de Forbin, Louis Mathurin Clérian ou Émile Loubon. Vers 1830, Granet, parlant de Constantin, dit à Forbin : « Celui-là sera toujours le maître. Nous ne sommes pas dignes de délier les cordons de ses souliers ».
En 1860, Adolphe Meyer écrit au sujet de Constantin dans Le Plutarque marseillais : « Bien des gens m'ont dit qu'ils avaient l'habitude de rencontrer un homme petit, assez pauvrement vêtu, d'une physionomie douce et calme, traversant curieusement les champs et allant, selon son caprice, s'asseoir à quelque ombre pour dessiner l'un des nombreux sites aux environs d'Aix. Tout le monde connaissait ce bonhomme qui, souvent, demeurait la journée devant le même point de vue, dînant d'un morceau de pain et de quelques radis, allant boire au premier ruisseau clair qu'il entendait jaser. »

## Œuvres
- Peintures :
  - La Fontaine de Vaucluse, musée Calvet (Avignon)[12].
  - Une petite Sainte-Victoire, musée Granet (Aix-en-Provence).
  - Paysage vallonné avec saint Jean-Baptiste et l'agneau, musée Magnin (Dijon)[13]
  - Vue du château de La Barben, possédé par la maison de Forbin depuis Palamède, musée du château de Fontainebleau (Fontainebleau)[14]
  - Bord de rivière, musée de Marseille.
  - L’Orage, musée de Marseille.
  - Monastère, musée des beaux arts, Marseille[15].
- Dessins sépia :
  - Rade de Marseille, musée du Louvre.
  - Vue de Moustiers, musée du Louvre.
- Dessins à la plume :
  - Lancement d’une montgolfière à Aix, 1784, musée Longchamp (Marseille).
- Lavis d’encre de Chine :
  - Vue de Digne, musée de Digne.
  - Prise du Couvent de la Sainte-Enfance, musée de Digne.
  - Vue de la ville d’Aix, musée du Louvre.
  - Vue de Marseille, musée du Louvre.
  - Bord de rivière, musée Cantini (Marseille).
  - Vue de Salon, musée Cantini (Marseille).
  - Les Ermites, musée Cantini (Marseille).
  - L’Aumône devant l’église, musée Cantini (Marseille).
  - Neuf scènes paysannes ou marines d’Italie, musée Granet (Aix-en-Provence).
  - Panneau contenant neuf scènes villageoises d’Italie, musée Granet (Aix-en-Provence).
- Aquarelle :
  - Paysage et Guerriers, musée Cantini (Marseille).
- Lithographie :
  - Vue de Marseille ; Paris, Rittner et Goupil (v. 1830), bibliothèque municipale de Marseille.

Œuvres de Jean-Antoine Constantin
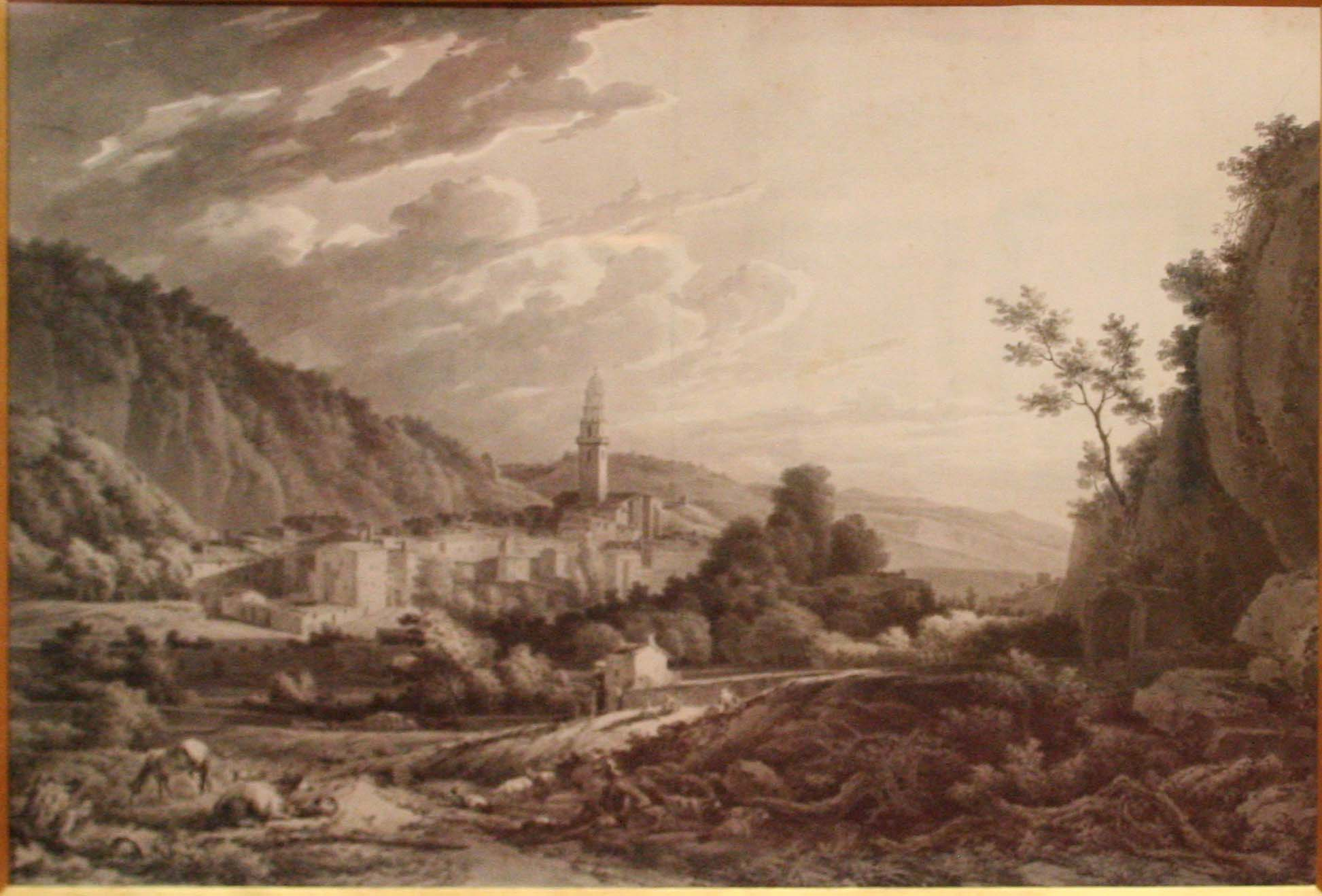
Vue de Digne, du couvent de la Sainte-Enfance Musée Gassendi Digne-les-Bains
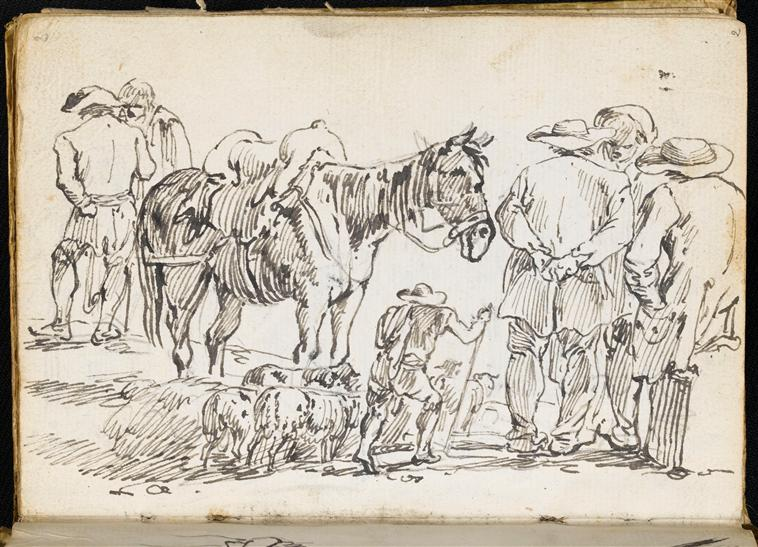
Études de paysans Musée du Louvre
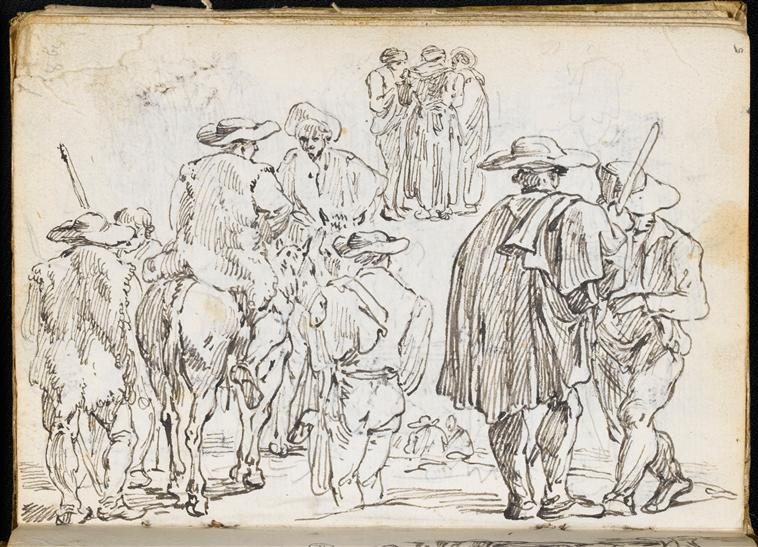
Études de paysans Musée du Louvre
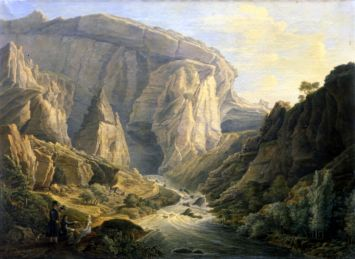
Fontaine de Vaucluse Musée Calvet Avignon
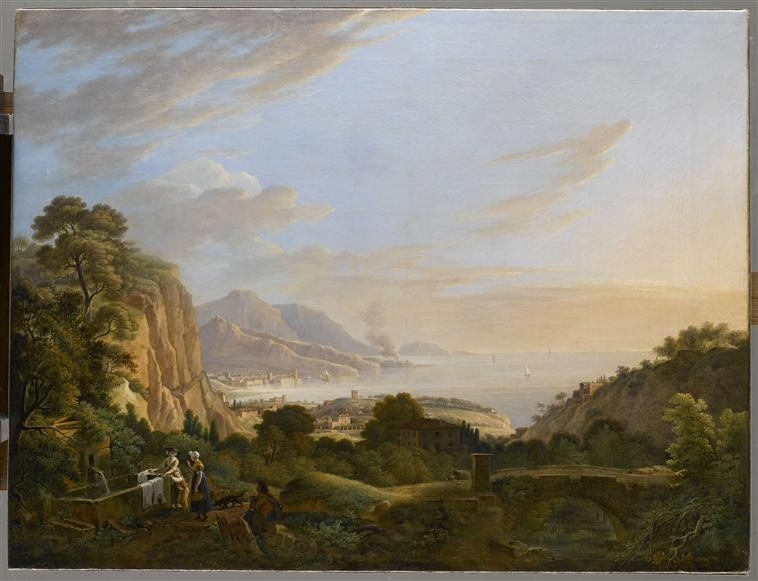
Vue de Marseille Musée du Louvre
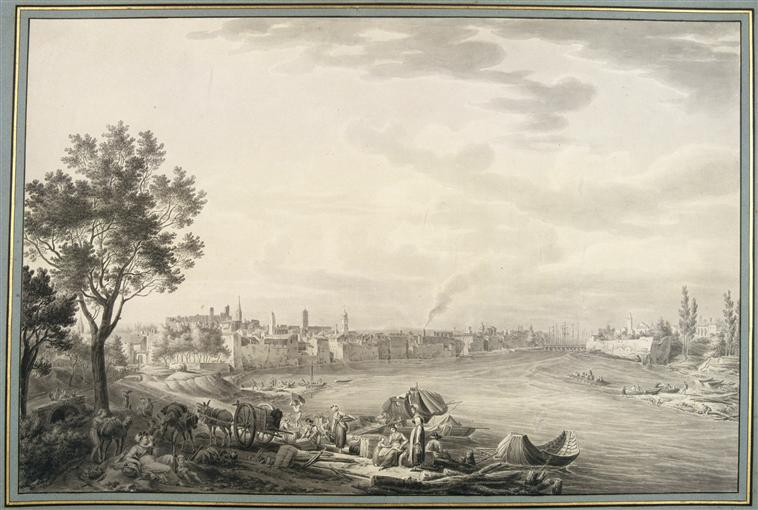
Vue d'Arles Musée du Louvre
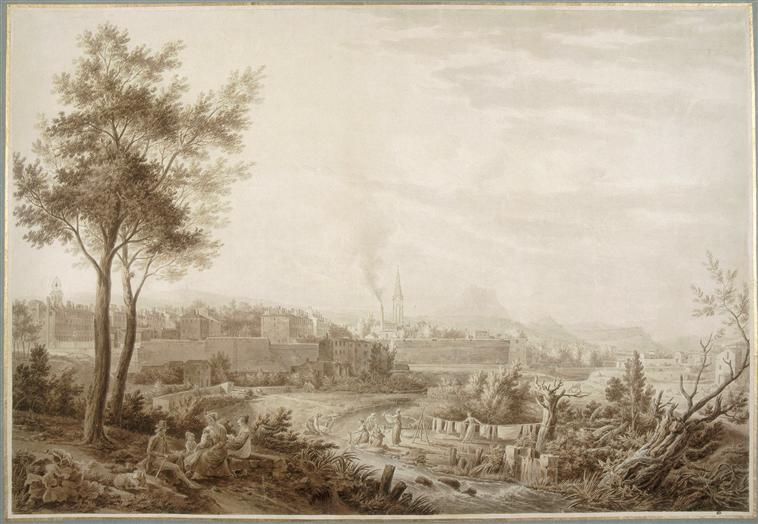
Vue d'Aix-en-Provence Musée du Louvre
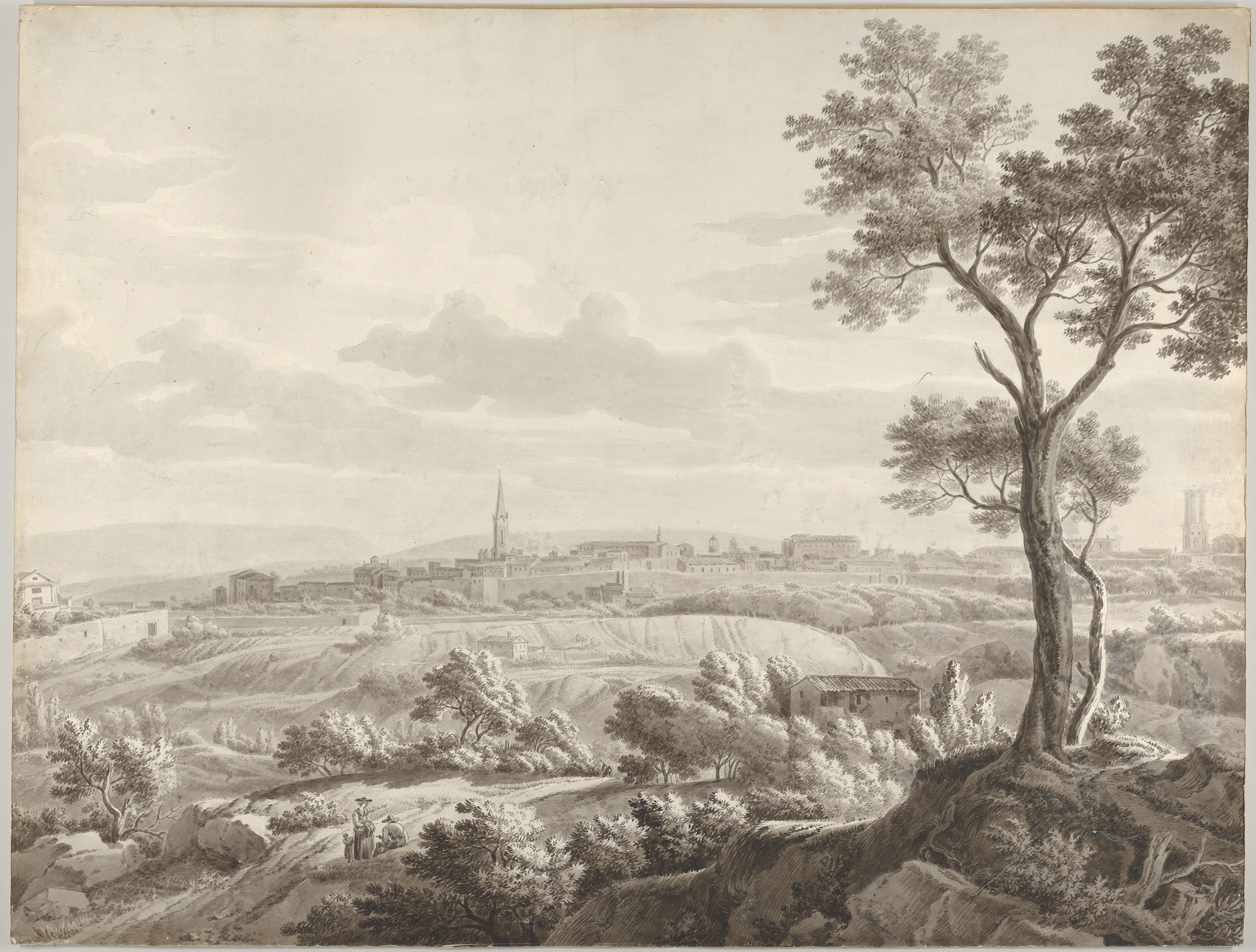
Vue d'Aix-en-Provence Metropolitan Museum of Art
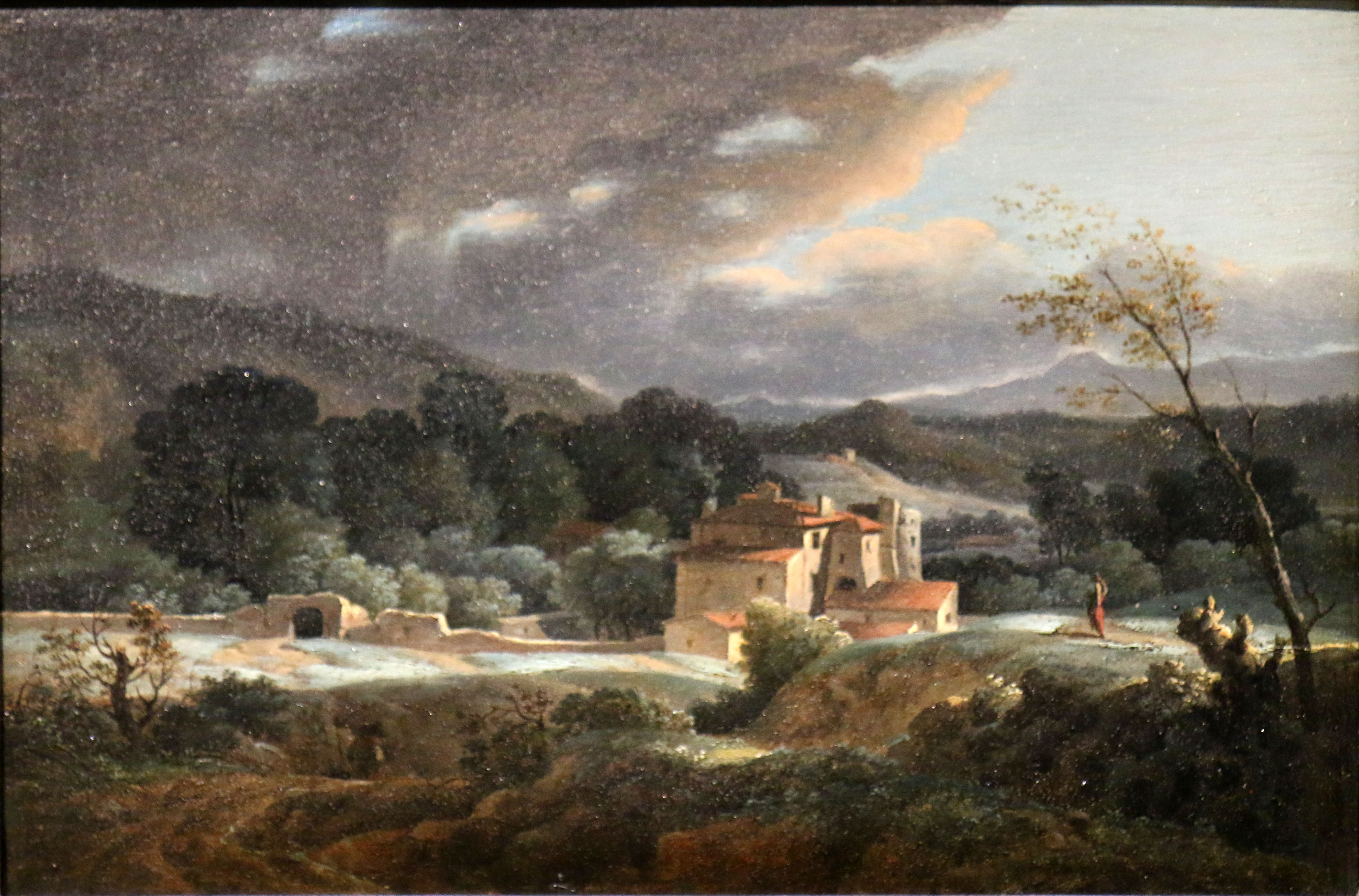
Orage sur Château-Gombert, musée des beaux-arts de Marseille
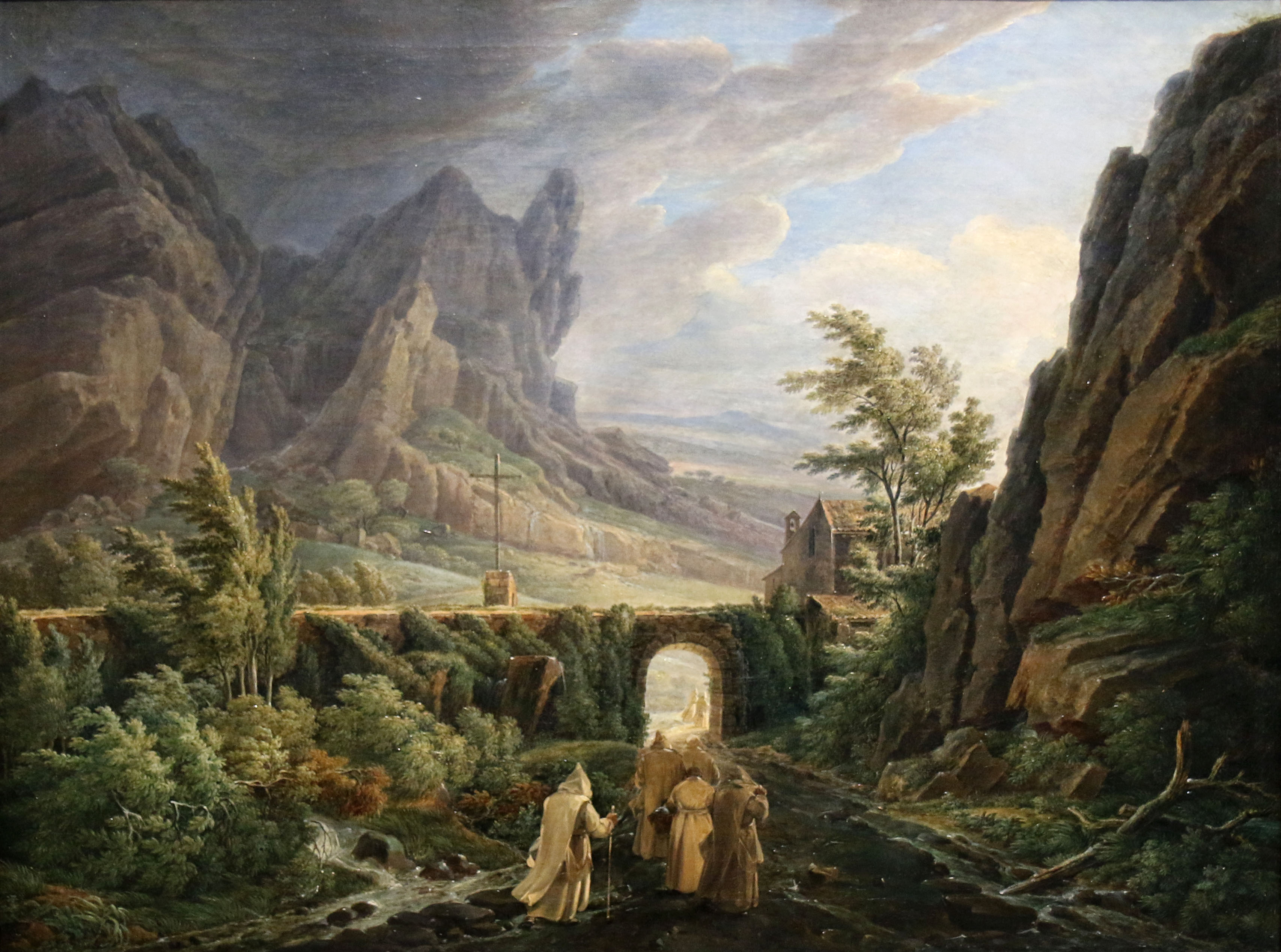
Monastère, musée des beaux-arts de Marseille
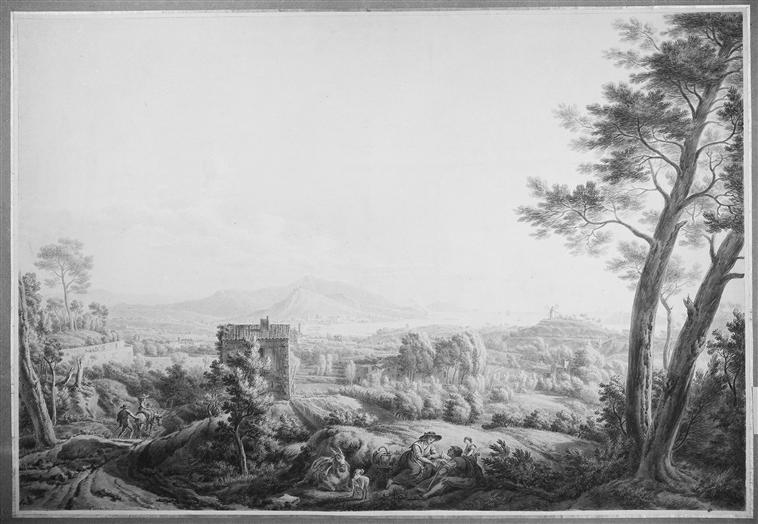
Rade de Marseille Musée du Louvre
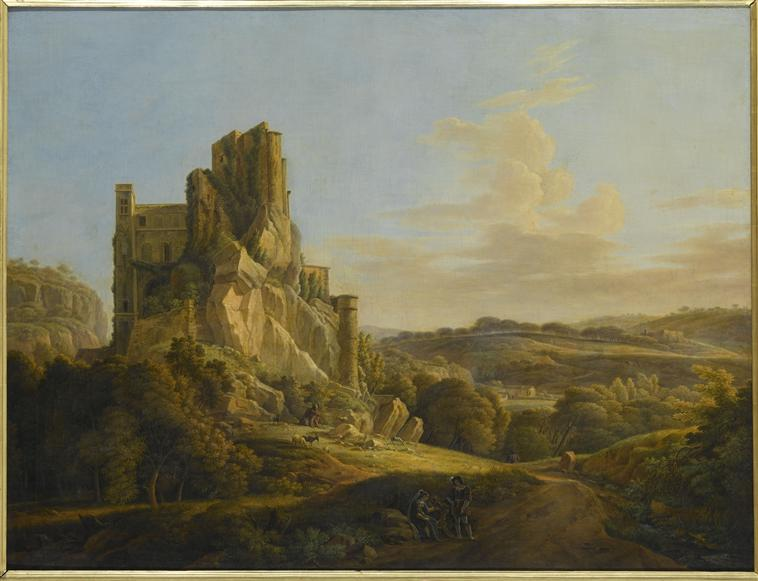
Château de la Barben Musée du Louvre